# Anopsicus reddelli
Anopsicus reddelli là một loài nhện trong họ Pholcidae. Loài này được phát hiện ở México.